# Holz (Solingen)
Holz ist eine aus einer Hofschaft hervorgegangene Ortslage in der bergischen Großstadt Solingen.

## Geographie
Holz befindet sich ganz im Norden des Solinger Stadtteils Wald, unmittelbar an der Grenze zum Stadtteil Gräfrath. Im Westen befindet sich die Stadtgrenze zu Haan und das dortige Gewerbe- und Industriegebiet Haan-Ost. Holz befindet sich im Holzer Bachtal auf einer Anhöhe etwas oberhalb des nach der Hofschaft benannten Holzer Bachs. Der Holzer Bach, der bei Fürkeltrath im Norden entspringt, fließt über Gütchen und Holz, bis er im Süden bei Eschbach und der Bausmühle in die Itter mündet. Südlich und südwestlich liegen Kotzert und Kotzerter Stöcken, Knynsbusch und Zieleskotten. Im Westen liegt Itterbruch, nördlich befinden sich Gütchen und Backesheide.

## Etymologie
Der Ortsname Holz bezeichnet ein Waldgebiet.

## Geschichte
Das aus einer Hofschaft hervorgegangene Holz lässt sich bis in das 17. Jahrhundert zurückverfolgen. Im Jahre 1715 in der Karte Topographia Ducatus Montani, Blatt Amt Solingen, von Erich Philipp Ploennies ist der Ort mit einer Hofstelle verzeichnet, und als Holt benannt. Der Ort gehörte zur Honschaft Itter innerhalb des Amtes Solingen. Die Topographische Aufnahme der Rheinlande von 1824 verzeichnet den Ort bereits als Holz. Die Preußische Uraufnahme von 1843 verzeichnet den Ort ebenfalls als Holz, in der Topographischen Karte des Regierungsbezirks Düsseldorf von 1871 ist der Ort erneut als Holz verzeichnet.
Nach Gründung der Mairien und späteren Bürgermeistereien Anfang des 19. Jahrhunderts gehörte der Ort zur Bürgermeisterei Wald, dort lag er in der Flur II. (Holz). 1815/16 lebten 57, im Jahr 1830 64 Menschen im als Weiler bezeichneten Holz. 1832 war der Ort Teil der Ersten Dorfhonschaft innerhalb der Bürgermeisterei Wald. Der nach der Statistik und Topographie des Regierungsbezirks Düsseldorf als Hofstadt kategorisierte Ort besaß zu dieser Zeit 18 Wohnhäuser und zwölf landwirtschaftliche Gebäude. Zu dieser Zeit lebten 73 Einwohner im Ort, davon zehn katholischen und 63 evangelischen Bekenntnisses. Die Gemeinde- und Gutbezirksstatistik der Rheinprovinz führt den Ort 1871 mit 22 Wohnhäusern und 110 Einwohnern auf. Im Gemeindelexikon für die Provinz Rheinland von 1888 werden für Holz 23 Wohnhäuser mit 109 Einwohnern angegeben. 1895 besitzt der Ortsteil 20 Wohnhäuser mit 102 Einwohnern, 1905 werden 22 Wohnhäuser und 113 Einwohner angegeben.
Mit der Städtevereinigung zu Groß-Solingen im Jahre 1929 wurde Holz ein Ortsteil Solingens.